# União das Freguesias de Freixo de Espada à Cinta e Mazouco
Die União das Freguesias de Freixo de Espada à Cinta e Mazouco ist eine portugiesische Gemeinde (Freguesia) im Kreis (Concelho) Freixo de Espada à Cinta, Distrikt Bragança, im Nordosten Portugals.

## Geschichte
Die Gemeinde entstand im Zuge der Gebietsreform vom 29. September 2013 durch die Zusammenlegung der ehemaligen Gemeinden Freixo de Espada à Cinta und Mazouco.
Freixo de Espada à Cinta wurde Sitz der neuen Verwaltung.

## Demographie

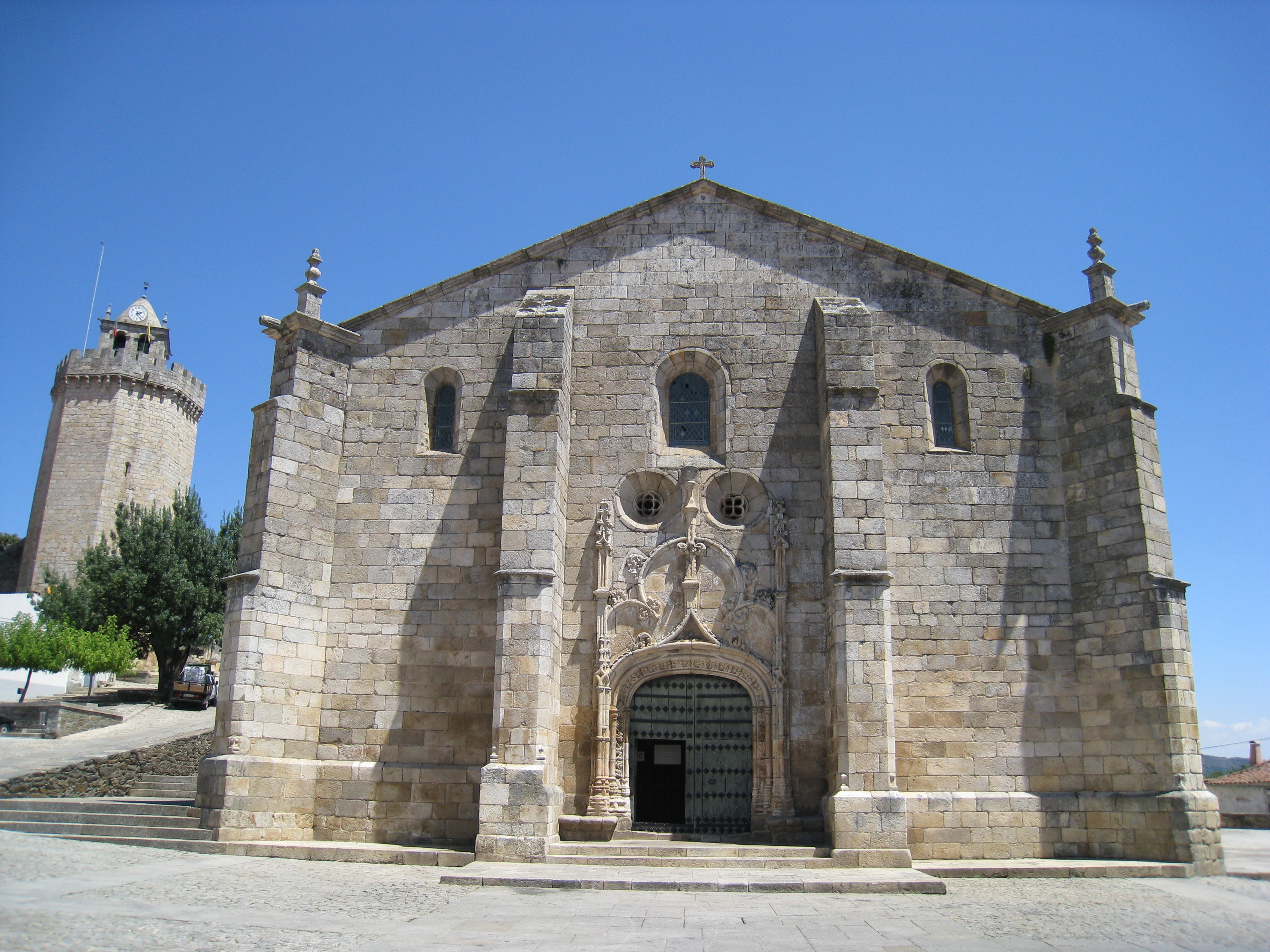
Kirche und Turm von Freixo de Espada à Cinta

| Freguesia | Freguesia                          | Freguesia | Freguesia       | ehemalige Freguesias | ehemalige Freguesias     | ehemalige Freguesias | ehemalige Freguesias |
| --------- | ---------------------------------- | --------- | --------------- | -------------------- | ------------------------ | -------------------- | -------------------- |
| Wappen    | Freguesia                          | Einwohner | Fläche in (km²) | Wappen               | Freguesia                | Einwohner            | Fläche in (km²)      |
|           | Freixo de Espada à Cinta e Mazouco | 2113      | 93,45           |                      | Freixo de Espada à Cinta | 2199                 | 74,76                |
|           | Freixo de Espada à Cinta e Mazouco | 2113      | 93,45           | Mazouco              | 169                      | 18,69                |                      |